# Drapetis cillatocosta
Drapetis cillatocosta är en tvåvingeart som beskrevs av Mario Bezzi 1904. Drapetis cillatocosta ingår i släktet Drapetis och familjen puckeldansflugor. Inga underarter finns listade i Catalogue of Life.